# Феррис Бьюллер берёт выходной
«Фе́ррис Бью́ллер берёт выходно́й» (англ. Ferris Bueller's Day Off), также известный как «Выходно́й де́нь Фе́рриса Бью́ллера» — американский комедийный фильм 1986 года режиссёра и сценариста Джона Хьюза. 
В декабре 2014 года был внесён в Национальный реестр фильмов США как обладающий культурным, историческим или эстетическим значением.

## Сюжет
В пригороде Чикаго ближе к концу учебного года старшеклассник Феррис Бьюллер симулирует болезнь, чтобы остаться дома. На протяжении всего фильма Феррис ломает четвёртую стену, чтобы поговорить о своих друзьях и дать аудитории советы по различным вопросам. Его родители считают, что он действительно болен, а его сестра Джини так не считает. Директор школы Эдвард Руни подозревает, что Феррис постоянно прогуливает уроки и решает это доказать. Феррис убеждает своего лучшего друга Кэмерона Фрая, который на законных основаниях отсутствует в школе из-за болезни (хотя он всего лишь ипохондрик, о чём знает Феррис), помочь выманить подругу Ферриса Слоэн Петерсон из школы под предлогом смерти ее бабушки. Чтобы уловка удалась, Феррис одалживает дорогой Ferrari 250 GT Spyder California SWB 1961 года отца Кэмерона. Кэмерон встревожен, когда Феррис везет их в центр Чикаго на машине, чтобы провести там день. Феррис обещает, что они вернут машину в исходном состоянии.
Троица оставляет машину парковщикам, которые быстро берут машину покататься. Трио исследует город, в том числе Чикагский институт искусств, Уиллис-тауэр, Чикагскую товарную биржу, и посещает игру на стадионе Ригли-филд, где случайно пересекаются с отцом Ферриса. Кэмерон по-прежнему обеспокоен, и Феррис пытается подбодрить его, присоединившись к параду в честь Дня фон Штеубена, где Феррис спонтанно исполняет песню Уэйна Ньютона «Danke Schoen», а затем поет «Twist and Shout» Битлз, что приводит толпу в восторг.
Тем временем Руни пробрался в дом Бьюллеров, пытаясь доказать прогулы Ферриса, при этом попав в несколько ловушек. В то же время Джини расстроена тем, что вся школа поддерживает Ферриса, Она пропускает занятия и возвращается домой, чтобы выяснить с ним отношения. Джини удивлена присутствием Руни в их доме и вырубает его. Когда она звонит в полицию, Руни приходит в сознание и уходит на задний двор, случайно оставляя свой кошелек. Когда прибывают полицейские, они не верят Джини и арестовывают ее за ложный вызов. В ожидании матери, которая заберет ее из полицейского участка, она встречает несовершеннолетнего правонарушителя, который советует ей не беспокоиться так сильно.
Друзья забирают Феррари со стоянки и направляются домой. Обнаружив много лишних миль на одометре, Кэмерон впадает в ступор от шока. Вернувшись домой к Кэмерону, Феррис поднимает машину на домкратах и включает заднюю передачу, чтобы «перемотать» одометр. Это не работает, и Кэмерон, наконец, приходит в себя, выпуская свой гнев против своего властного отца. Неоднократные пинки по машине приводят к выходу из строя домкрата, и автомобиль мчится задним ходом через стену в ущелье внизу. Феррис предлагает взять на себя вину, но Кэмерон отклоняет предложение и решает, что он выступит против своего отца. Тем временем миссис Бьюллер прибывает в полицейский участок, расстроенная срывом сделки по продаже дома, только чтобы еще больше разозлиться, обнаружив, что Джини целуется с преступником.
Феррис возвращает Слоэн домой и понимает, что его родители должны вернуться домой в любую минуту. Когда он мчится бегом по окрестностям, Джини чуть не сбивает его, везя мать домой. Джини едет быстрее, пытаясь добраться до дома и разоблачить брата. Феррис первым добирается до дома, но находит там Руни. Джини врывается в дом, когда их мать жалуется отцу на ее поведение. Джини обнаруживает, что Руни угрожает Феррису, и благодарит Руни за помощь в возвращении Ферриса «из больницы». Она показывает кошелек Руни как доказательство того, что он проник в дом, и Руни сдаётся. Когда Руни бежит от собаки Ферриса, Феррис мчится в свою спальню, чтобы поприветствовать своих родителей, когда те приходят его проведать. Видя, что Феррис потный и красный (от бега), они предлагают подумать ему остаться дома ещё и завтра. Когда родители уходят, Феррис напоминает зрителям: «Жизнь движется довольно быстро. Если вы не остановитесь и не оглянетесь время от времени, вы можете пропустить её».
Во время титров побежденный Руни отправляется домой на школьном автобусе, где его ещё больше унижают студенты. После титров удивленный Феррис говорит зрителям, что фильм окончен и пора идти домой.

## В ролях
- Мэттью Бродерик — Феррис Бьюллер
- Алан Рак — Кэмерон Фрай
- Миа Сара — Слоэн Петерсен
- Джеффри Джонс — Эд Руни
- Дженнифер Грей — Джини Бьюллер
- Иди Макклёрг — Грейс
- Дел Клоуз — учитель английского языка
- Чарли Шин — Гарт Волбек, парень в участке
- Кристи Суонсон — Симон Эдамли, студентка

## Разрушение четвёртой стены
В фильме активно используется приём «разрушения четвёртой стены» — главный герой регулярно обращается к зрителям, объясняя свои мысли и поступки. Сцена после финальных титров, в которой Бьюллер произносит в камеру «You’re still here? It’s over! Go home!» (Вы ещё здесь? Всё кончилось! Идите домой!) была спародирована в фильме «Дэдпул», также после финальных титров. Аналогичным образом поступили и в сериале «Области тьмы», при этом сам фильм упомянут в этой серии. 

Также, в сериале «Доктор Хаус» в 17-й серии 7 сезона неизвестный пациент представился именем Фэрис Бьюллер.

## Награды и номинации
- 1987 — номинация на премию «Золотой глобус» за лучшую мужскую роль (комедия или мюзикл) (Мэттью Бродерик).